# Puchar Ameryki Południowej w snowboardzie 2023
Puchar Ameryki Południowej w snowboardzie w sezonie 2023 to kolejna edycja tej imprezy. Cykl rozpoczął się 4 sierpnia 2023 r. w argentyńskim Cerro Catedral zawodami slopestyle'u, natomiast finałowe zmagania sezonu (konkursy snowboardcrossu) rozegrano 1 października tego samego roku w chilijskim Corralco.
Łącznie zorganizowano 11 zawodów dla mężczyzn oraz 10 z planowanych 11 zawodów dla kobiet.

## Konkurencje
- SBX = snowboardcross
- SS = slopestyle
- BA = big air

## Kalendarz i wyniki

### Mężczyźni
| Lp. | Data                | Miejscowość    | Konkurencja | 1. miejsce      | 2. miejsce                       | 3. miejsce                       |
| --- | ------------------- | -------------- | ----------- | --------------- | -------------------------------- | -------------------------------- |
| 1.  | 4 sierpnia 2023     | Cerro Catedral | SS          | Pedro Pizarro   | Álvaro Yáñez                     | Valentín Moreno                  |
| 2.  | 5 sierpnia 2023     | Cerro Catedral | SS          | Álvaro Yáñez    | Valentín Moreno                  | Federico Chiaradio de la Iglesia |
| 3.  | 6 sierpnia 2023     | Cerro Catedral | BA          | Pedro Pizarro   | Valentín Moreno                  | Kefren Catriel Mendolia          |
| 4.  | 14 sierpnia 2023    | El Colorado    | BA          | Álvaro Yáñez    | Valentín Moreno                  | Benjamín Villegas                |
| 5.  | 15 sierpnia 2023    | El Colorado    | BA          | Pedro Pizarro   | Pedro Bidegain                   | Kefren Catriel Mendolia          |
| 6.  | 18 sierpnia 2023    | Valle Nevado   | SS          | Álvaro Yáñez    | Federico Chiaradio de la Iglesia | Kefren Catriel Mendolia          |
| 7.  | 19 sierpnia 2023    | Valle Nevado   | SS          | Valentín Moreno | Federico Chiaradio de la Iglesia | Álvaro Yáñez                     |
| 8.  | 3 września 2023     | Corralco       | SBX         | Kai Hooper      | Noah Bethônico                   | Zion Bethônico                   |
| 9.  | 4 września 2023     | Corralco       | SBX         | Noah Bethônico  | Kenshin Kiyota                   | Zion Bethônico                   |
| 10. | 30 września 2023    | Corralco       | SBX         | Nathan Pare     | Senna Leith                      | Connor Schlegel                  |
| 11. | 1 października 2023 | Corralco       | SBX         | Aïdan Chollet   | Loan Bozzolo                     | Nathan Pare                      |

### Klasyfikacje
| Lp. | Zawodnik          | Punkty |
| --- | ----------------- | ------ |
| 1.  | Noah Bethônico    | 180    |
| 2.  | Kenshin Kiyota    | 170    |
| 3.  | Nathan Pare       | 160    |
| 4.  | Joaquín Rodríguez | 152    |
| 5.  | Kai Hooper        | 145    |
| 6.  | Facundo Pardo     | 145    |
| 7.  | Zion Bethônico    | 120    |
| 8.  | Aïdan Chollet     | 108    |
| 9.  | Loan Bozzolo      | 89     |
| 10. | Senna Leith       | 80     |

| Lp. | Zawodnik                         | Punkty |
| --- | -------------------------------- | ------ |
| 1.  | Álvaro Yáñez                     | 512    |
| 2.  | Pedro Pizarro                    | 476    |
| 3.  | Valentín Moreno                  | 461    |
| 4.  | Federico Chiaradio de la Iglesia | 400    |
| 5.  | Kefren Catriel Mendolia          | 336    |
| 6.  | Benjamín Yáñez                   | 266    |
| 7.  | Pedro Bidegain                   | 261    |
| 8.  | Lucio Romani                     | 239    |
| 9.  | Benjamín Villegas                | 225    |
| 10. | Vicente Bañados                  | 128    |

### Kobiety
| Lp. | Data                | Miejscowość    | Konkurencja | 1. miejsce       | 2. miejsce           | 3. miejsce        |
| --- | ------------------- | -------------- | ----------- | ---------------- | -------------------- | ----------------- |
| 1.  | 4 sierpnia 2023     | Cerro Catedral | SS          | Alessia Vergani  | Amanda Cardone       | Josefa Arellano   |
| 2.  | 5 sierpnia 2023     | Cerro Catedral | SS          | Alessia Vergani  | Amanda Cardone       | Josefa Arellano   |
|     | 6 sierpnia 2023     | Cerro Catedral | BA          | Odwołano         | Odwołano             | Odwołano          |
| 3.  | 14 sierpnia 2023    | El Colorado    | BA          | Amanda Cardone   | Kiara Murphy         | Penelope Scott    |
| 4.  | 15 sierpnia 2023    | El Colorado    | BA          | Amanda Cardone   | Penelope Scott       | Josefa Arellano   |
| 5.  | 18 sierpnia 2023    | Valle Nevado   | SS          | Amanda Cardone   | Josefa Arellano      | Rafaela Erlandsen |
| 6.  | 19 sierpnia 2023    | Valle Nevado   | SS          | Amanda Cardone   | Kiara Murphy         | Josefa Arellano   |
| 7.  | 3 września 2023     | Corralco       | SBX         | Kennedy Justinen | Runa Suzuki          | Meryeta O'Dine    |
| 8.  | 4 września 2023     | Corralco       | SBX         | Kennedy Justinen | Runa Suzuki          | Bridget MacLean   |
| 9.  | 30 września 2023    | Corralco       | SBX         | Runa Suzuki      | Madeline Lochte-Bono | Guusje de Booy    |
| 10. | 1 października 2023 | Corralco       | SBX         | Léa Casta        | Chloé Trespeuch      | Runa Suzuki       |

### Klasyfikacje
| Lp. | Zawodniczka                     | Punkty |
| --- | ------------------------------- | ------ |
| 1.  | Runa Suzuki                     | 320    |
| 2.  | Kennedy Justinen                | 200    |
| 3.  | Guusje de Booy                  | 164    |
| 4.  | Blanca Brunner                  | 158    |
| 5.  | Léa Casta                       | 145    |
| 6.  | Madeline Lochte-Bono            | 120    |
| 7.  | Chloé Trespeuch                 | 112    |
| 8.  | Meryeta O'Dine                  | 110    |
| 9.  | Bridget MacLean                 | 92     |
| 10. | Nicola Dempsey                  | 90     |
| 10. | Julia Pereira de Sousa Mabileau | 90     |

| Lp. | Zawodniczka                  | Punkty |
| --- | ---------------------------- | ------ |
| 1.  | Amanda Cardone               | 560    |
| 2.  | Josefa Arellano              | 320    |
| 3.  | Kiara Murphy                 | 260    |
| 4.  | Alessia Vergani              | 200    |
| 5.  | Penelope Scott               | 140    |
| 6.  | Abril Luz Casco              | 95     |
| 6.  | Sofía Perazzoli Cavallero    | 95     |
| 8.  | Elena Sanguinetti Vallverdú  | 80     |
| 9.  | Eluney Eva Cantiello Marifil | 72     |
| 10. | Rafaela Erlandsen            | 60     |